# Анвин, Стивен
Стивен Анвин (англ. Stephen D. Unwin) — английский физик.
Окончил Имперский колледж Лондона, получил степень доктора по специальности теоретическая физика в университете Манчестера.
Анвин получил известность как автор работы «Простое вычисление, доказывающее конечную истину или вероятность Бога», в которой Анвин попытался посчитать вероятность существования Бога исходя из статистических данных с применением теоремы Байеса. По оценке Анвина, Бог существует с вероятностью 67 %. Метод критикуется в книге «Бог как иллюзия» Ричарда Докинза.
Является президентом собственной фирмы, специализирующейся на консультировании в области риск-менеджмента.

## Избранная библиография
На русском языке
- Стивен Анвин. Простое вычисление, доказывающее конечную истину или вероятность Бога. — АСТ, 2008. — 286 с. — ISBN 9785170512485.

На английском языке
- Stephen D. Unwin. The Probability of God: A Simple Calculation That Proves the Ultimate Truth. — Three Rivers Press, 2004. — 272 с. — ISBN 9781400054787.